# Malick Gomina
Pour les articles homonymes, voir Malick.
Malick Abdoul Idrissou Seibou Gomina ou Malick Gomina, est un homme  politique beninois. Journaliste de profession, il est également docteur en communication environnementale. Né à Djougou au Bénin, il est élu maire de la commune à la suite des élections municipales béninoises de 2020.

## Biographie

### Enfance, éducation et débuts
Titulaire d'un Doctorat en science de l'environnement de l'Université d'Abomey Calavi, Malick Gomina a effectué son stage dans les administrations du Port Autonome de Cotonou.

### Carrière
Malick Abdoul Gomina a été élu maire de la commune de Djougou le lundi 08 juin 2020 dans le compte de la quatrième mandature de la décentralisation','. Il a également travaillé à la station radio Fraternité FM dans la ville de Parakou. C'est en créant le groupe de presse Fraternité en 1999 qu'il fait son entrée dans le monde des médias,.

### Siège national du parti politique de Malick Gomina

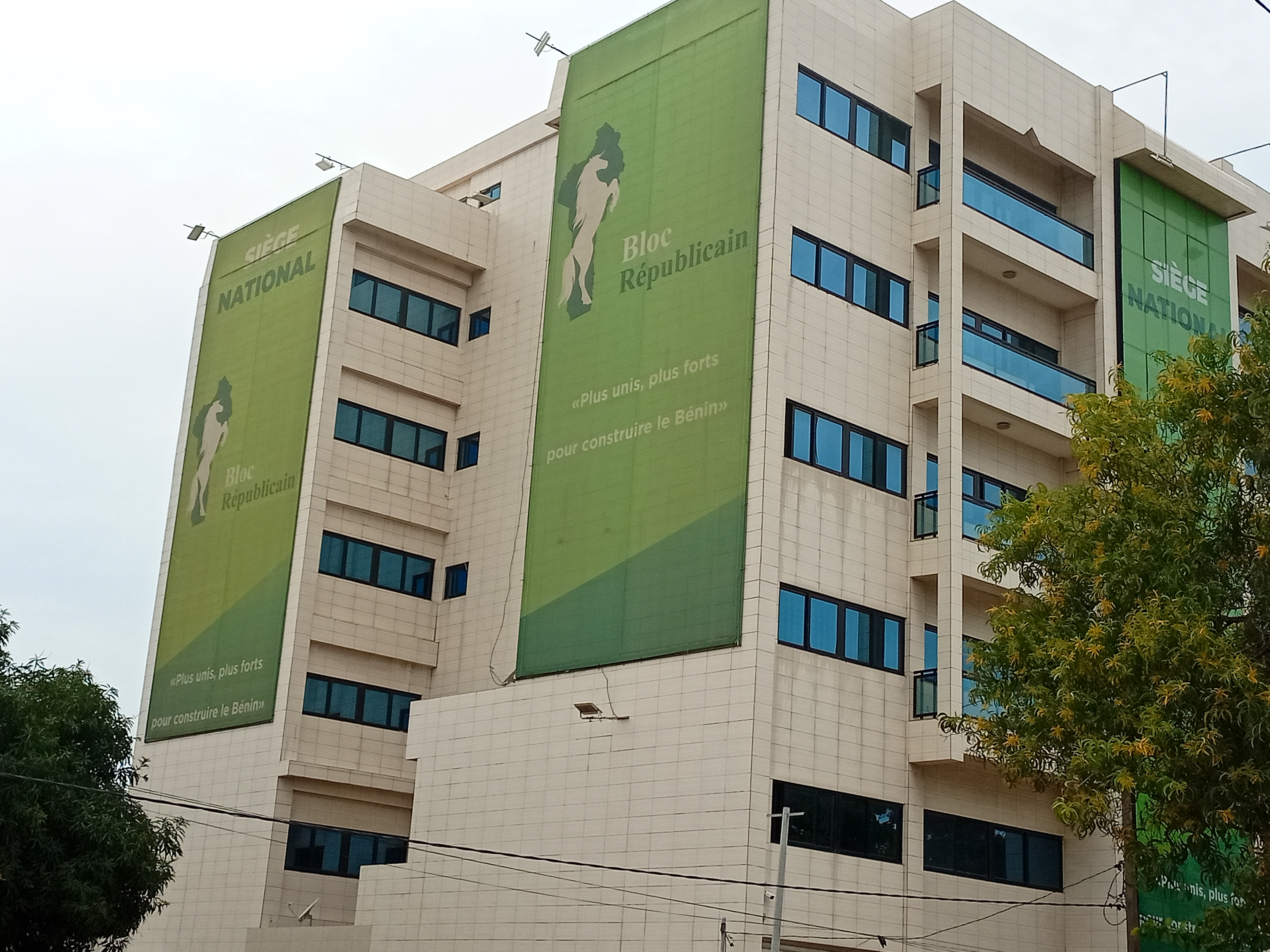
Siège national du parti politique Bloc Républicain du Bénin

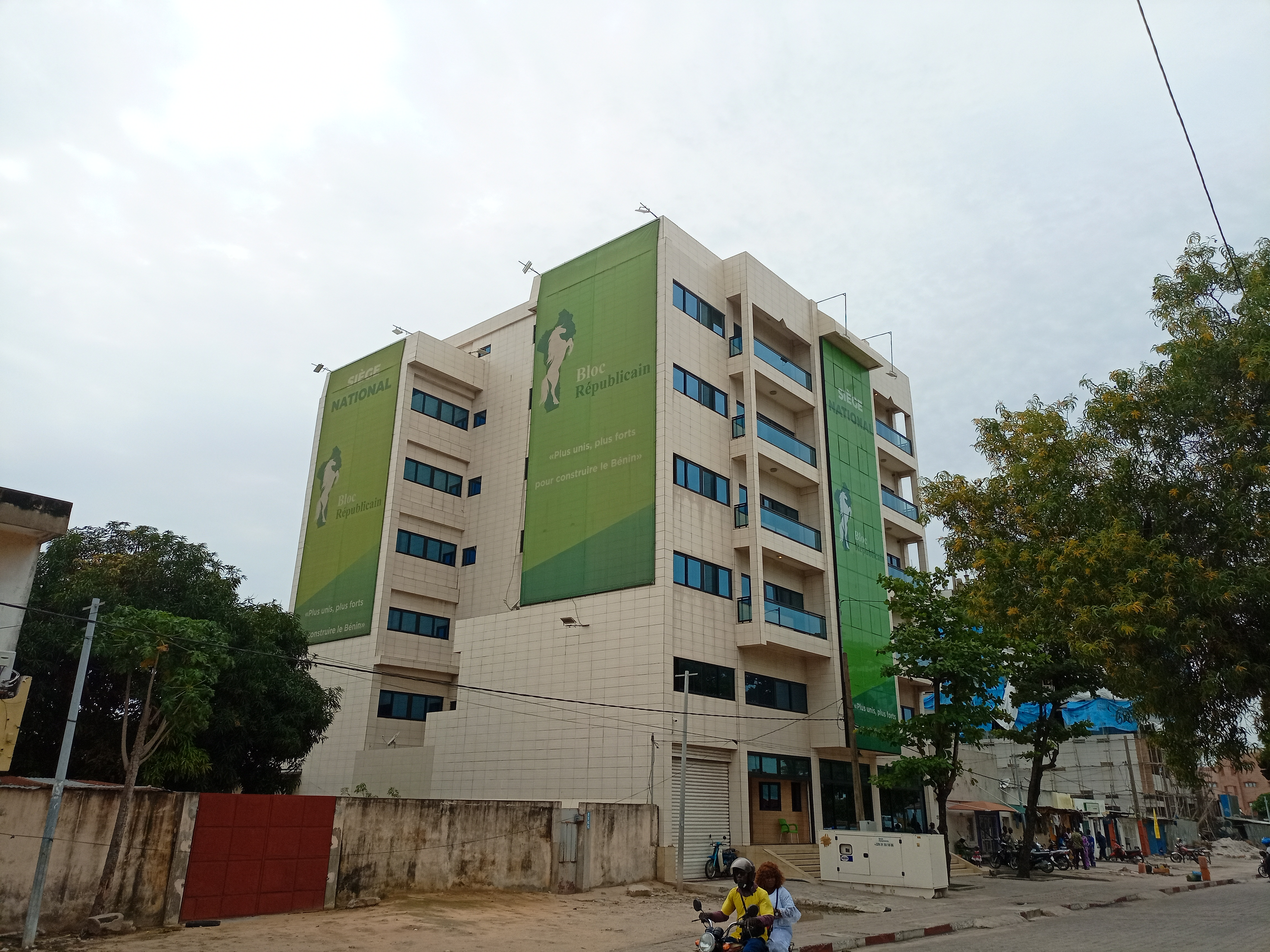
Siège national du parti politique Bloc Républicain du Bénin